# Cao Ngọc Hùng
Cao Ngọc Hùng (10 de marzo de 1990) es un deportista vietnamita que compitió en atletismo adaptado. Ganó una medalla de bronce en los Juegos Paralímpicos de Río de Janeiro 2016 en la prueba de lanzamiento de jabalina (clase F57).

## Palmarés internacional
| Juegos Paralímpicos | Juegos Paralímpicos     | Juegos Paralímpicos | Juegos Paralímpicos |
| Año                 | Lugar                   | Medalla             | Prueba              |
| ------------------- | ----------------------- | ------------------- | ------------------- |
| 2016                | Río de Janeiro (Brasil) | Medalla de bronce   | Jabalina F57        |